# El Diario de Hoy
El Diario de Hoy es un periódico matutino de El Salvador. Se edita en San Salvador, aunque circula en todo el país. También cuenta con una edición abierta en Internet, que es el primer medio digital salvadoreño, elsalvador.com  y el tercer sitio más visitado en El Salvador después de Google y YouTube.
El Diario de Hoy apareció por primera vez el 2 de mayo de 1936 y fue fundado por Napoleón Viera Altamirano y su esposa Mercedes Madriz de Altamirano. Desde su fundación, el periódico ha sido propiedad de la familia Altamirano.
El Diario de Hoy forma parte del Periódicos Asociados Latinoamericanos (PAL), al que pertenecen otras casas editoriales de Latinoamérica. Además, este periódico se ubica como uno de los diarios digitales centroamericanos más visitados en la actualidad, según dos estudios y clasificaciones elaboradas por comScore y por International Media & Newspapers.